# Діснейленд
Діснейле́нд (англ. Disneyland, Disneyland Park) — популярний і високоприбутковий стилістичний парк розваг компанії «Волт Дісней» у місті Анагаймі (США, Каліфорнія). Відкрито в 1955 році, ставши втіленням ідеї Волта Діснея про парк, в якому був би відтворений світ мультфільмів і казок, де цікаво всім — і дорослим, і дітям. У середньому на рік «Діснейленд» відвідують 13,3 млн осіб. Площа парку, доступна для відвідувачів — 34,4 га.
Disneyland Park at the Disneyland Resort (Анагайм, США) займав друге місце в Top 25 найкращих парків розваг / тематичних парків у всьому світі за чисельністю відвідувань у допандемічному 2019 році за даними Theme Index and Museum Index 2022 (перше місце в рейтингу надано Magic Kingdom Park (Бей Лейк, Флорида)). Діснейленд (Анагайм) у 2019 році мав майже 18,7 млн. відвідувачів. Пандемія Covid-19 сильно вплинула на відвідування – у 2020 році кількість відвідувачів становила 3,7 млн. осіб, у 2021 році – 8,6 млн. Однак, у 2022 році чисельність відвідувачів збільшилась до 16,9 млн.

## Посвячення
Всі посвячення у парках Діснея, крім парку в Орландо, починаються з фрази«Усім, хто завітав до цього щасливого місця — ласкаво просимо!» (англ. «To all who come to this happy place — welcome!»).
Повна цитата:
|                                           | Усім, хто завітав до цього щасливого місця — Ласкаво просимо! Діснейленд — це ваша країна. Тут воскресають прекрасні спогади людей похилого віку, і тут молоді можуть вдихнути виклик і обіцянки майбутнього. Діснейленд присвячується ідеалам, мрій та реальних подій, які створили Америку … з надією, що вона стане джерелом радості та натхнення для всього світу! |
| — промова, Волтера Дісней, 17 липня, 1955 | |

## Квитки
Від відкриття парку до 1982 року потрібно було заплатити невелику плату за вхід і окремо оплачувати атракціони. Пізніше цінова політика змінювалася(наприклад можливість багатоденного відвідування та ін). Динаміку змін цін можна побачити на діаграмі.

Квитки зразка 1975—1977 років. Квитки іменуються, як «купони».

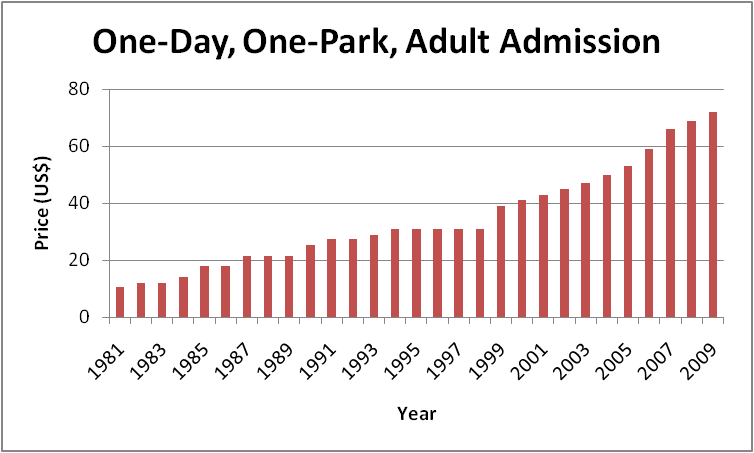
Вартість квитка

| Рік          | 1981     | 1982     | 1984     | 1985     | 1986     | 1987     | 1990     | 1991     | 1993     | 1994     | Jan 1999 | Jan 2000 |
| Ціна US$     | $10.75   | $12.00   | $14.00   | $17.95   | $18.00   | $21.50   | $25.50   | $27.50   | $28.75   | $31.00   | $39.00   | $41.00   |
|              |          |          |          |          |          |          |          |          |          |          |          |          |
| Місяць і Рік | Nov 2000 | Mar 2002 | Jan 2003 | Mar 2004 | Jan 2005 | Jun 2005 | Jan 2006 | Sep 2006 | Sep 2007 | Aug 2008 | Aug 2009 |          |
| Ціна US$     | $43.00   | $45.00   | $47.00   | $49.75   | $53.00   | $56.00   | $59.00   | $63.00   | $66.00   | $69.00   | $72.00   |          |

## Цікаві факти
- У 1955 році церемонію відкриття парку по телебаченню вів майбутній президент США актор Рональд Рейган.
- Існує також ще кілька парків розваг компанії Disney: Дісней Ворлд у Флориді, Діснейленд в Японії — Токіо Діснейленд і «Парк Діснея на воді» Токіо Діснейсі (DisneySea), Діснейленд в Парижі (так званий Євро-Діснейленд). Також в Китаї будується «піратський» Діснейленд.

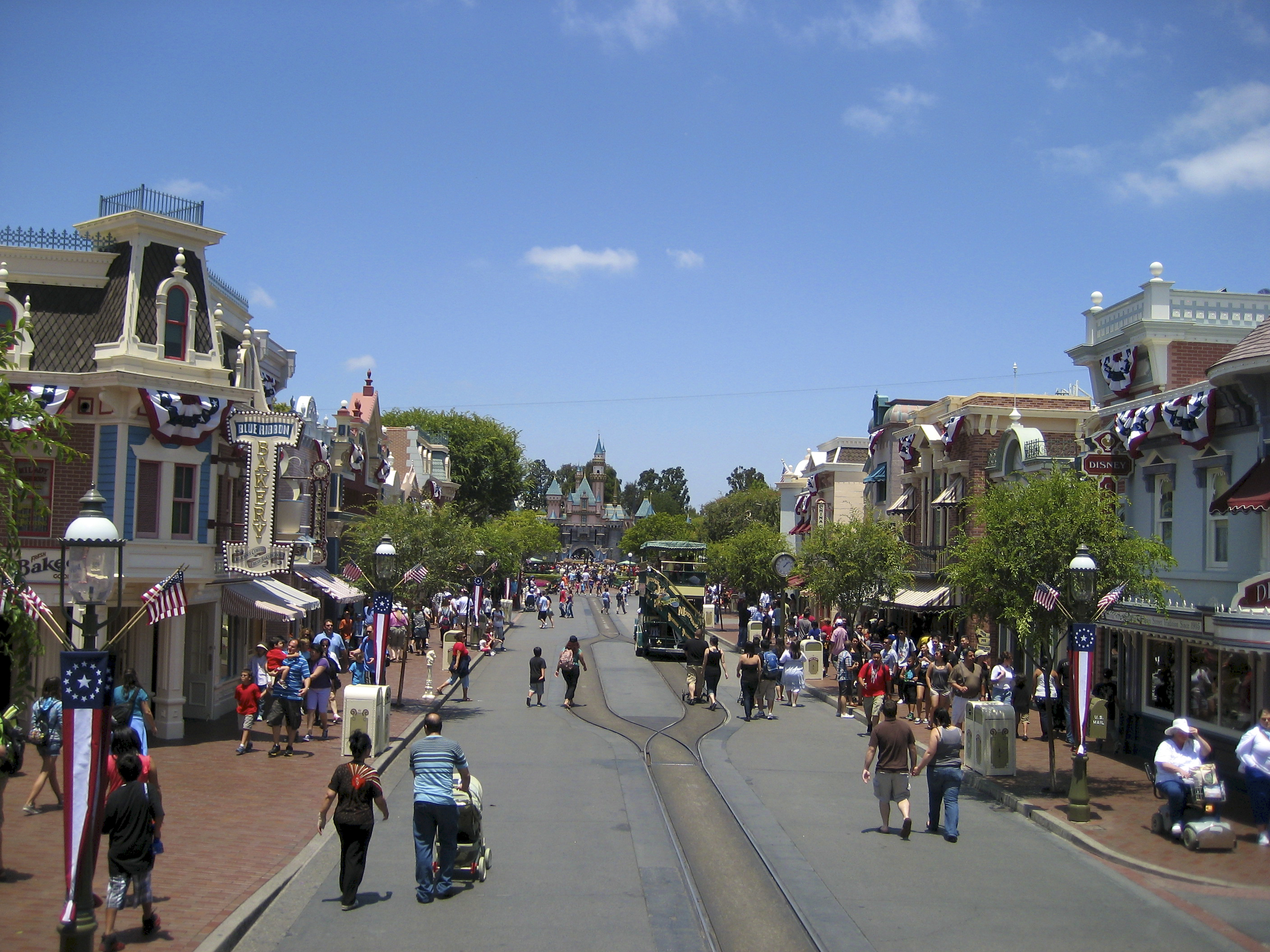
Алея
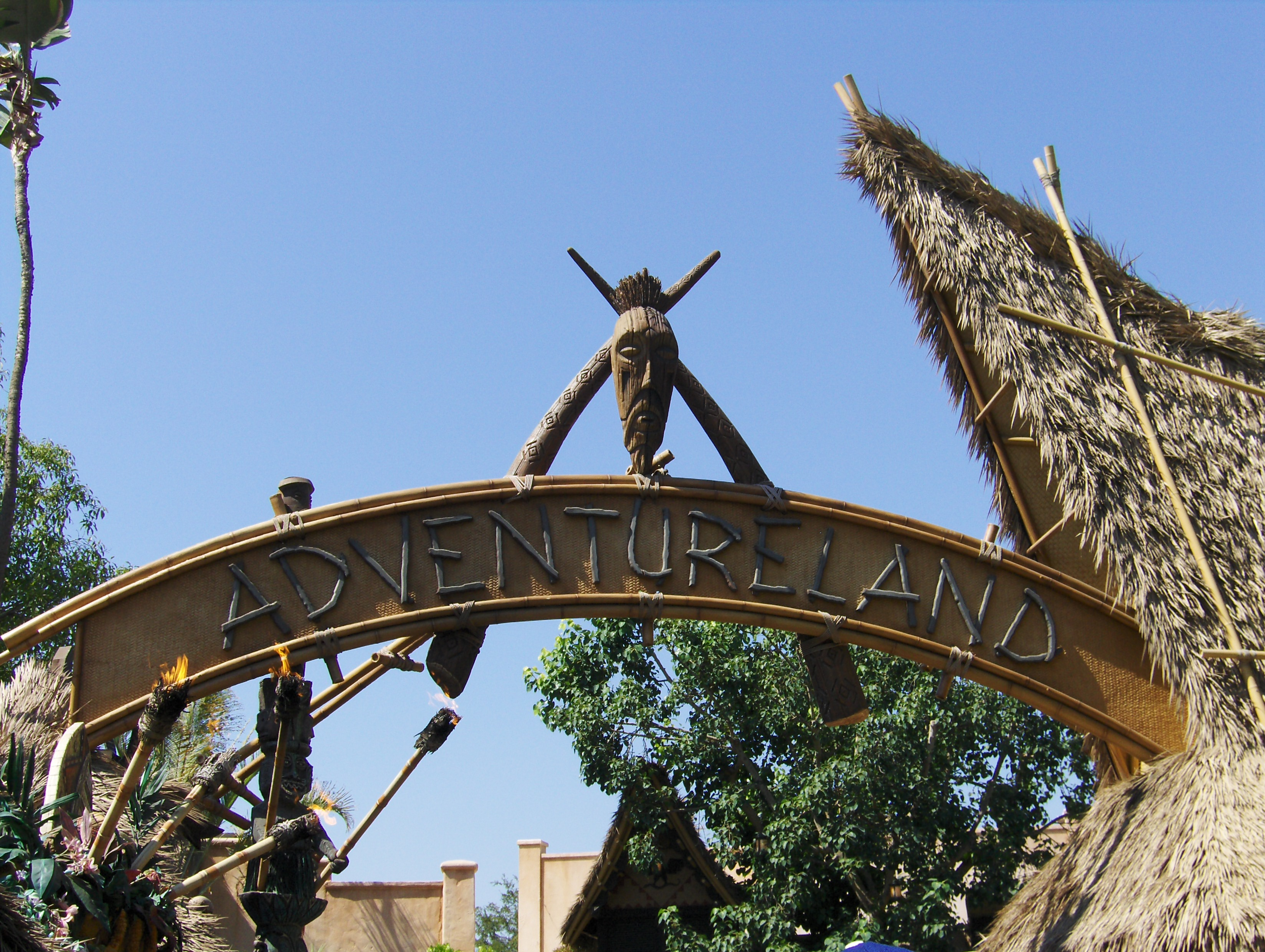
«Світ пригод» демонструє погляд 1950-х на пригоди, що сформувався на післявоєнному захопленні культурою Тікі
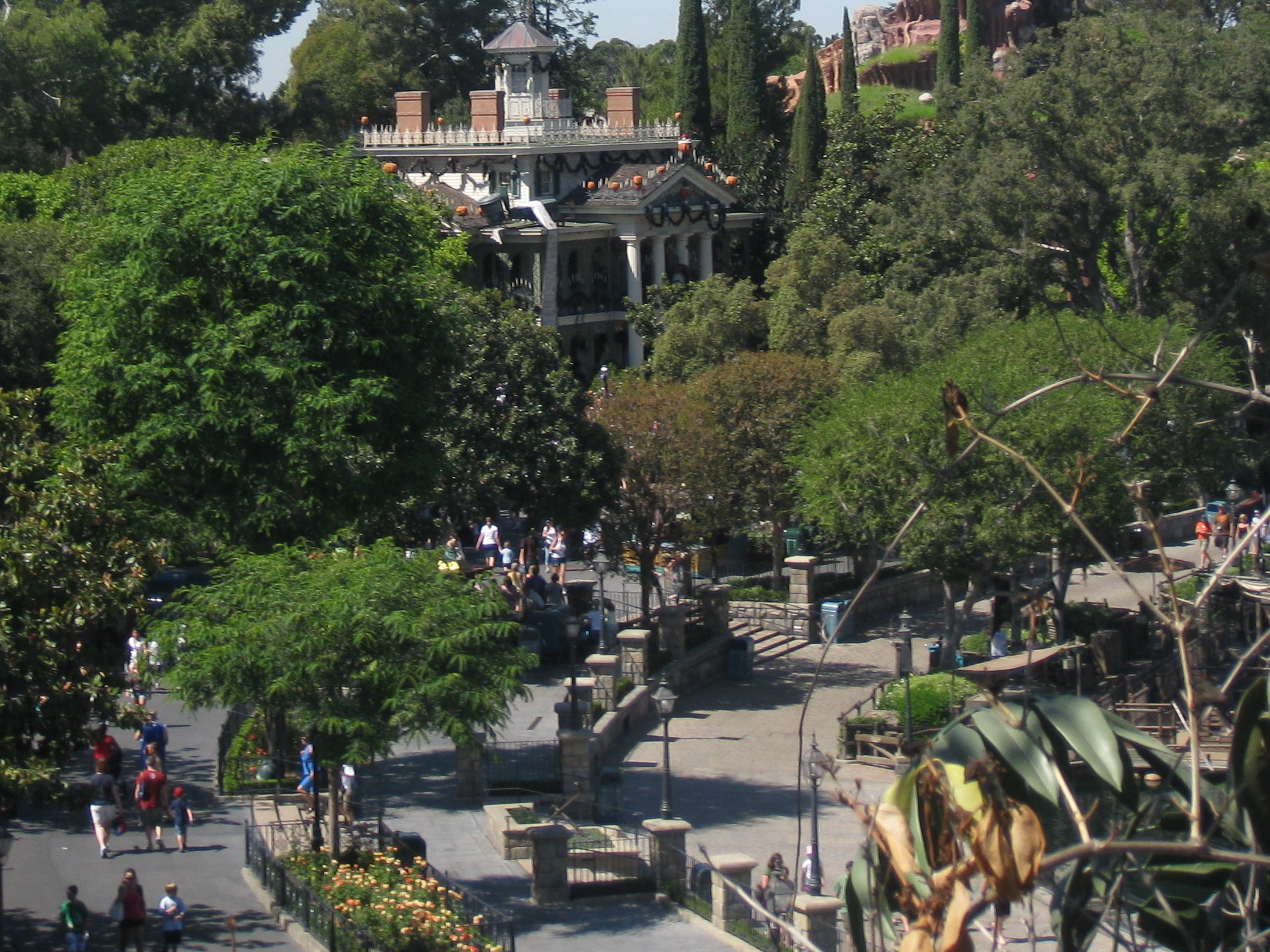
Новоорлеанський парк (2010)
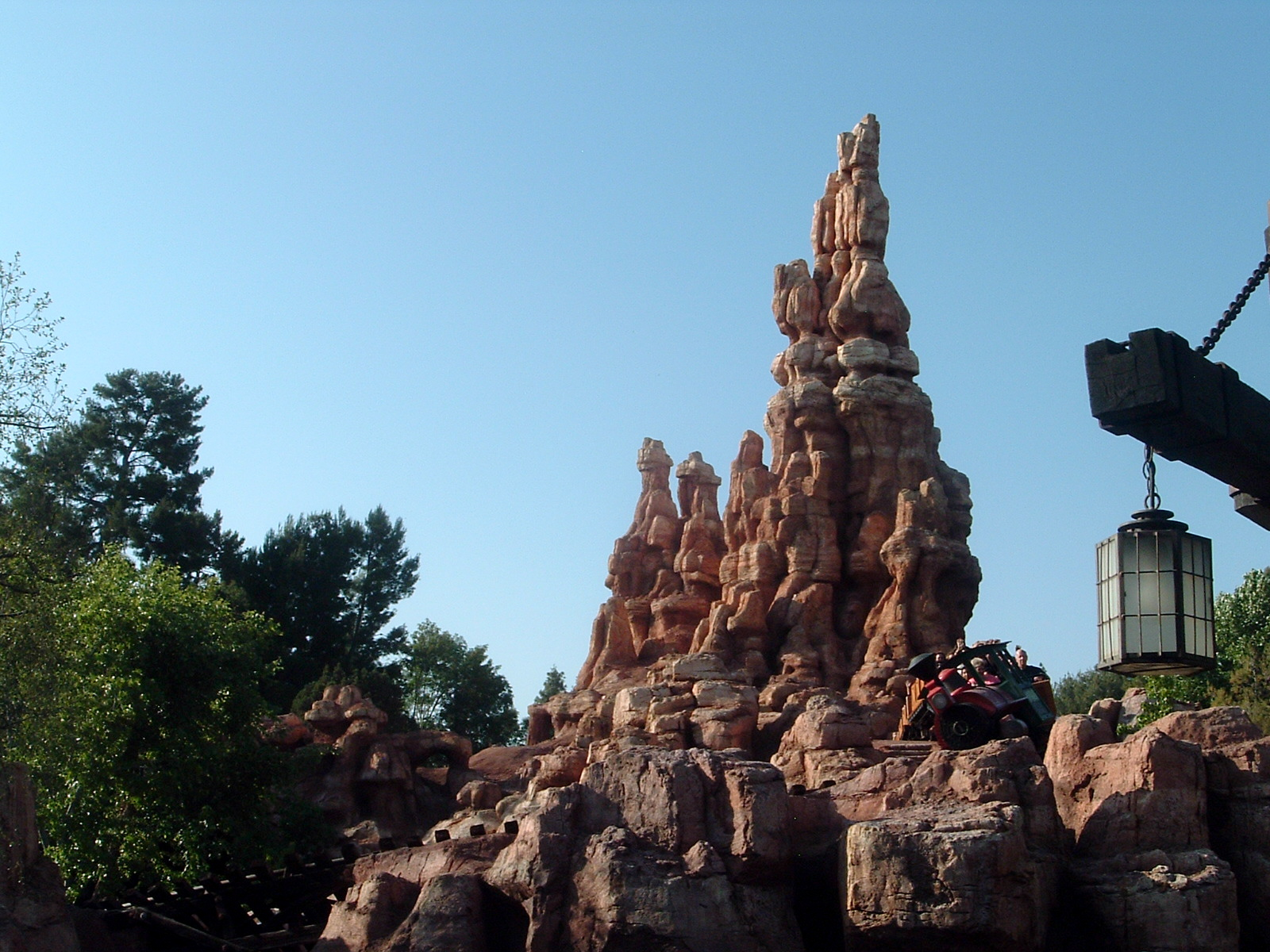
Frontierland (2008)
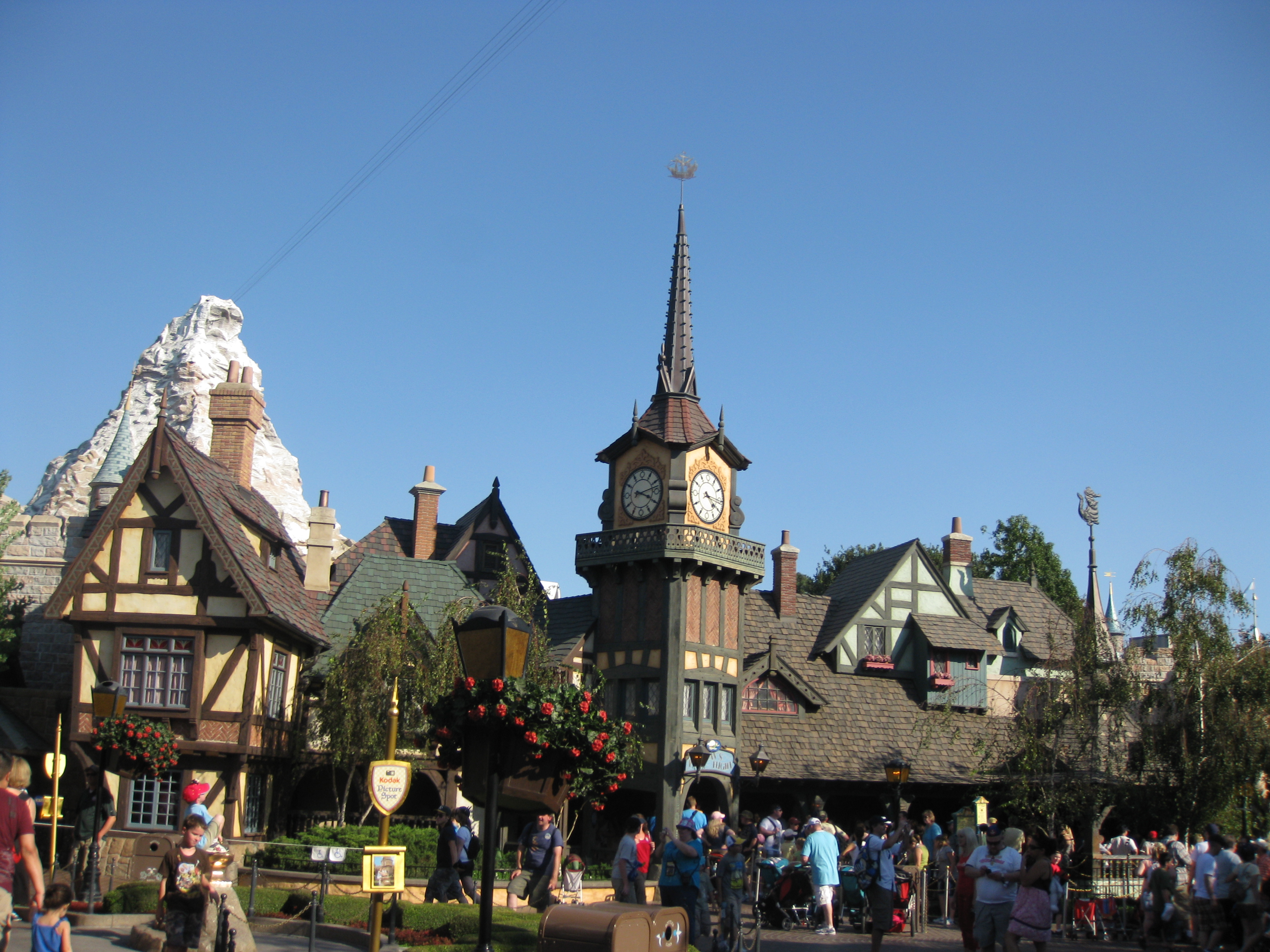
Fantasyland
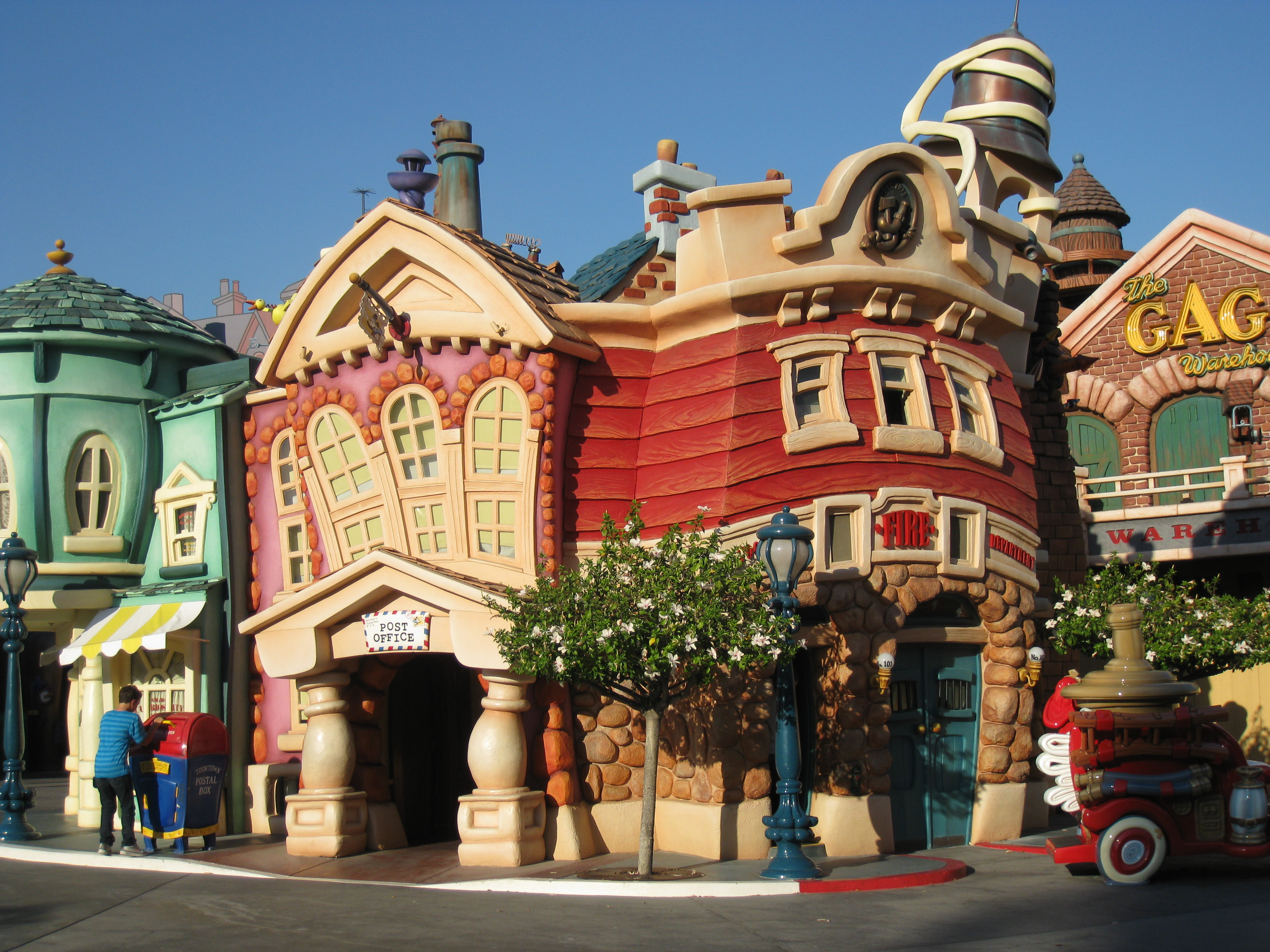
Будівля пошти в Мультауні Міккі
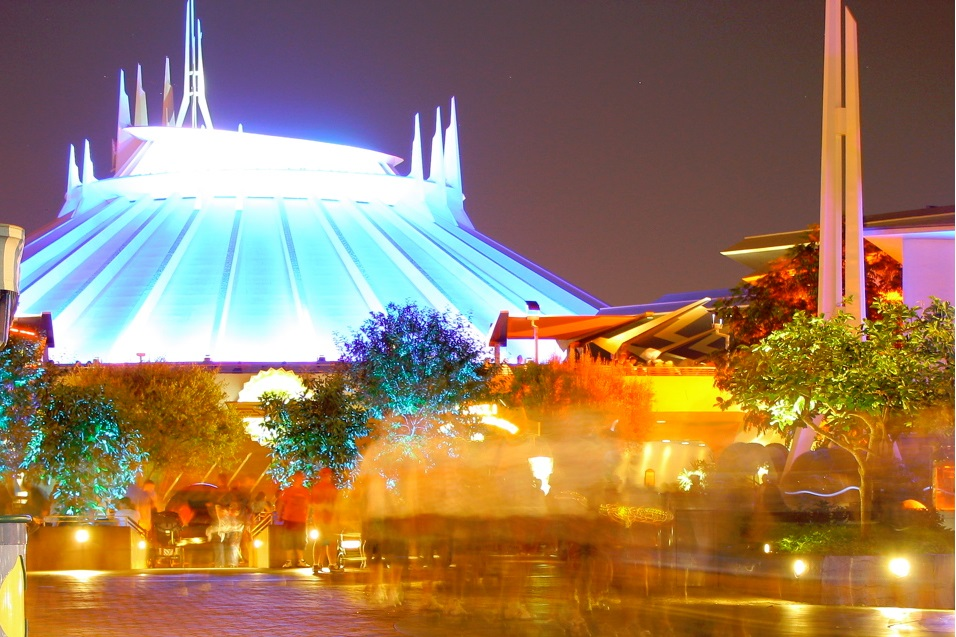
Земля майбутнього (2009)
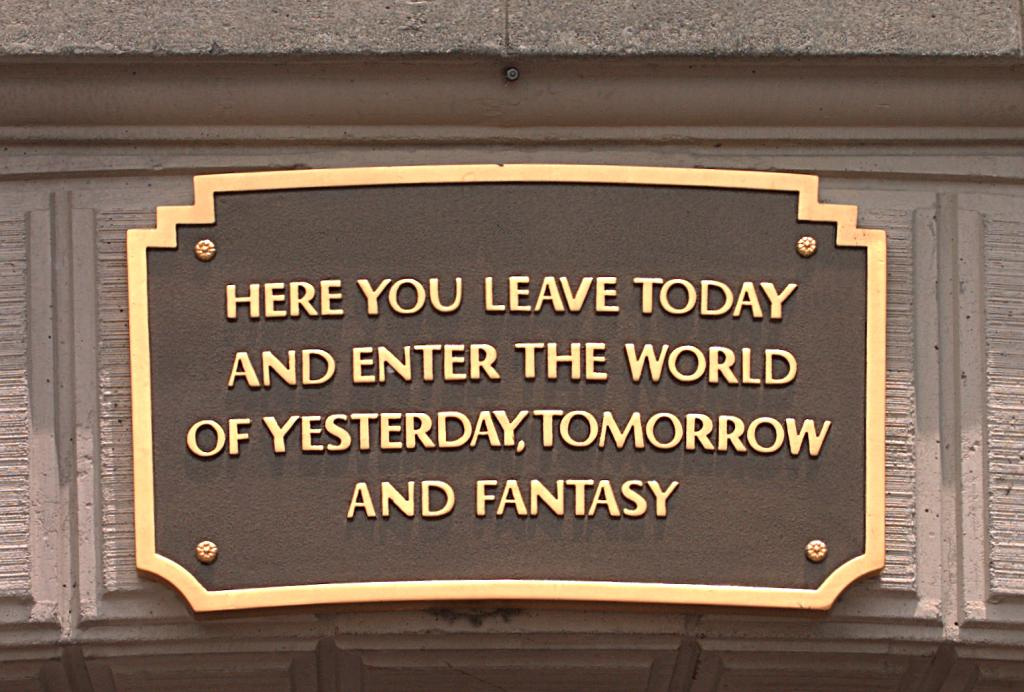
Іменна дощечка на вході. Текст говорить: «Тут ти залишаєш сьогодні і входиш в світ вчора, завтра і фантазії»
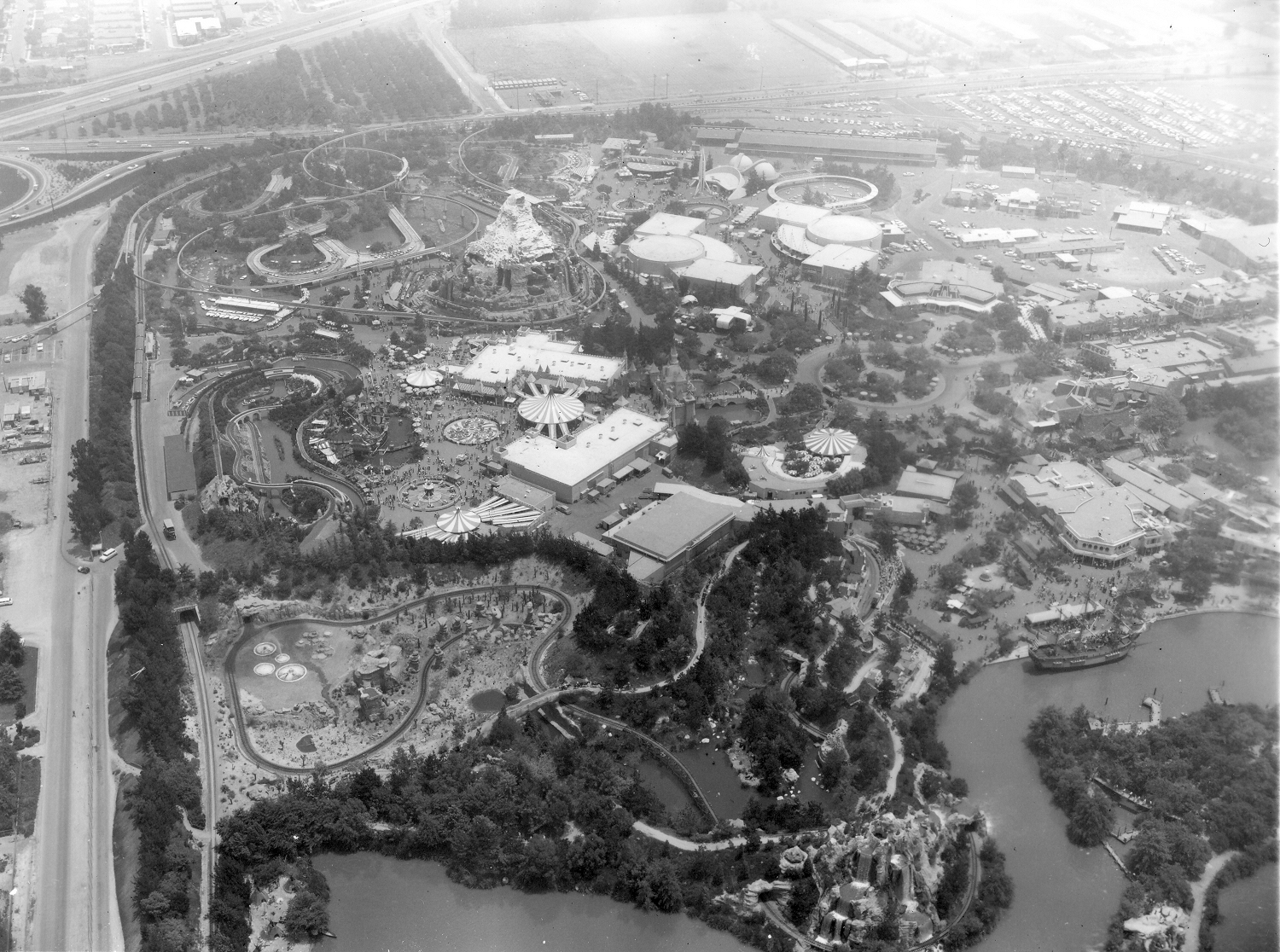
Діснейленд. Літо, 1962.
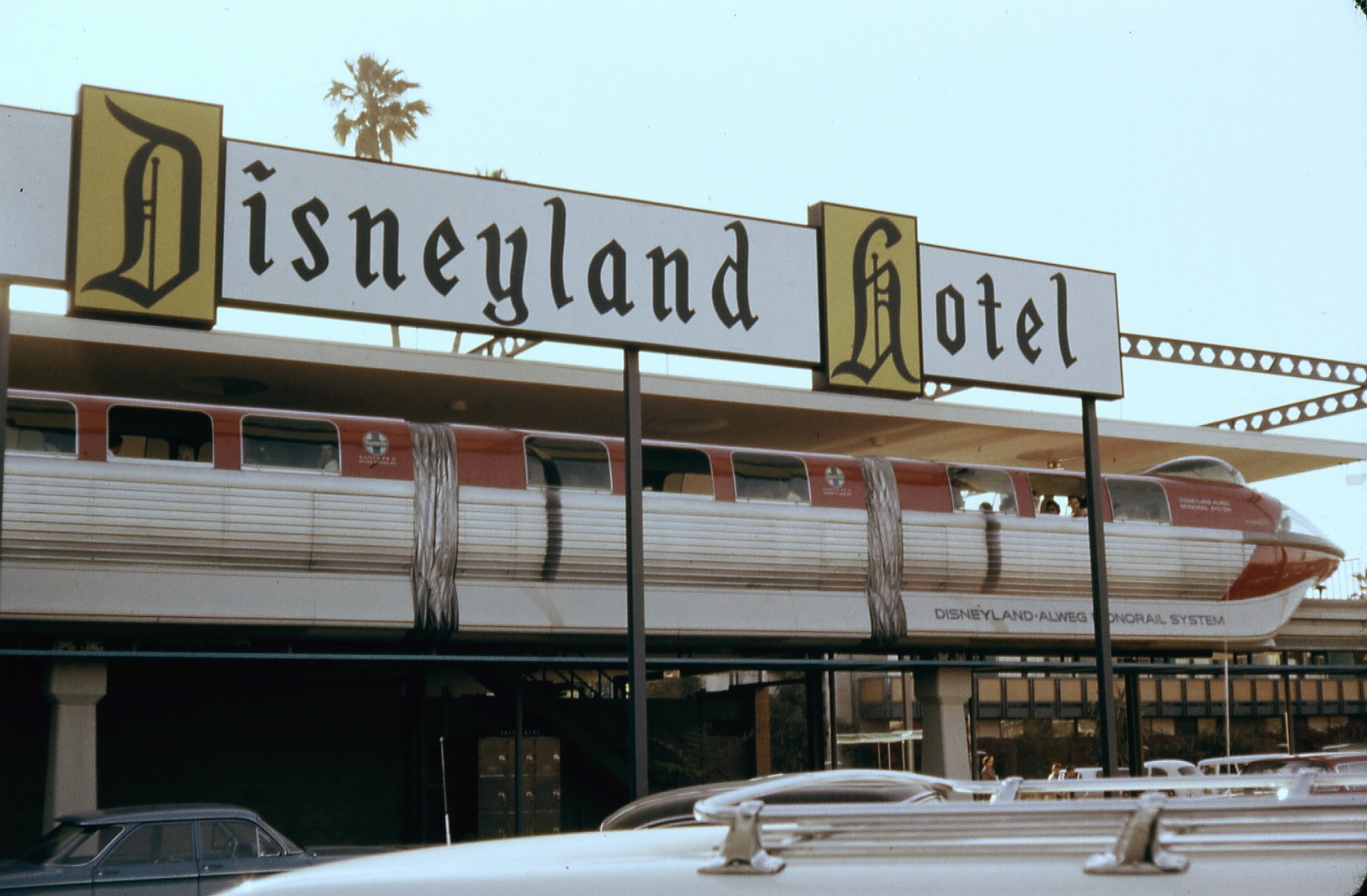
Арка на червоний монорейс, 1963.
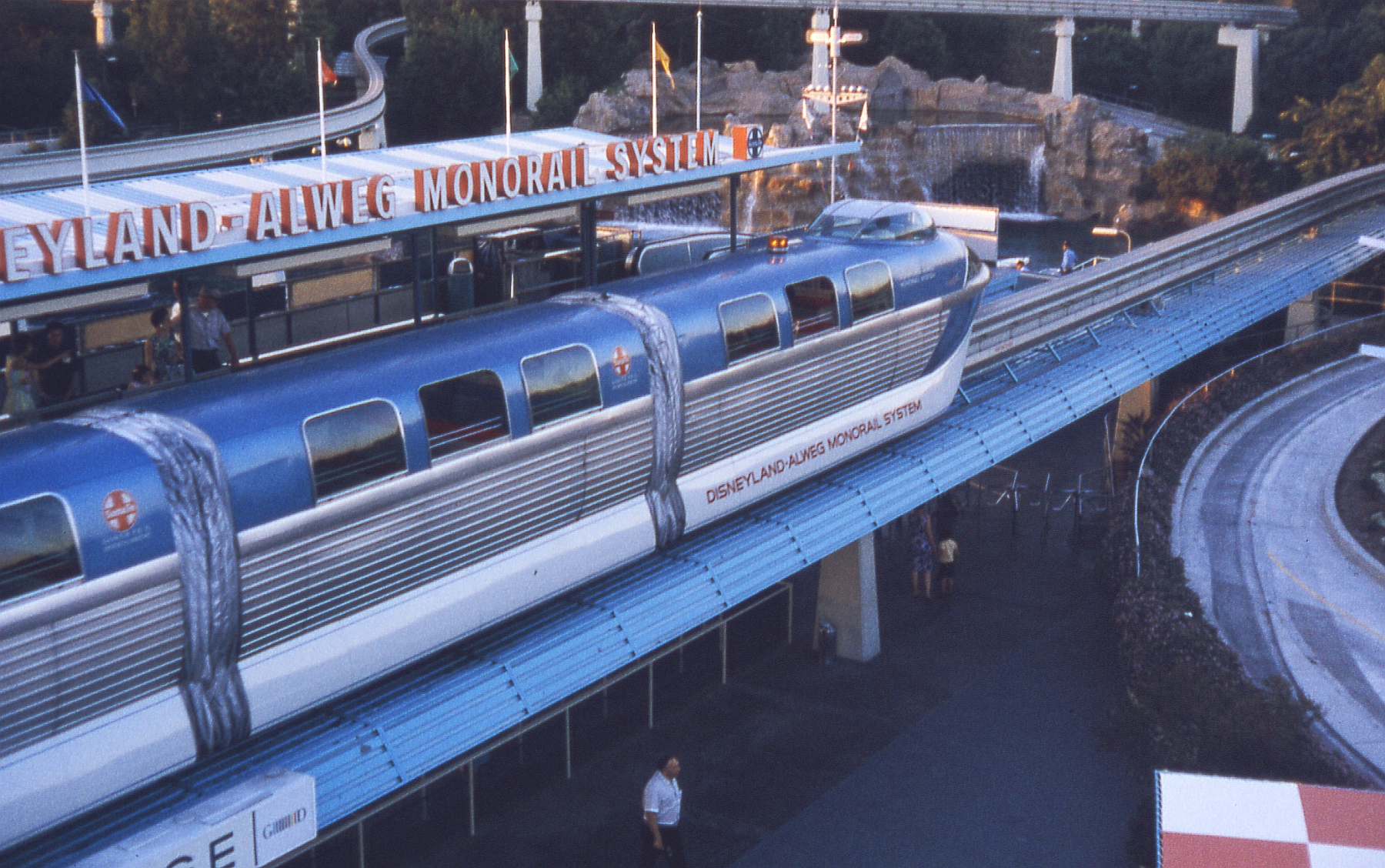
Синій монорельсовий поїзд Mark II ALWEG. Серпень 1963 .
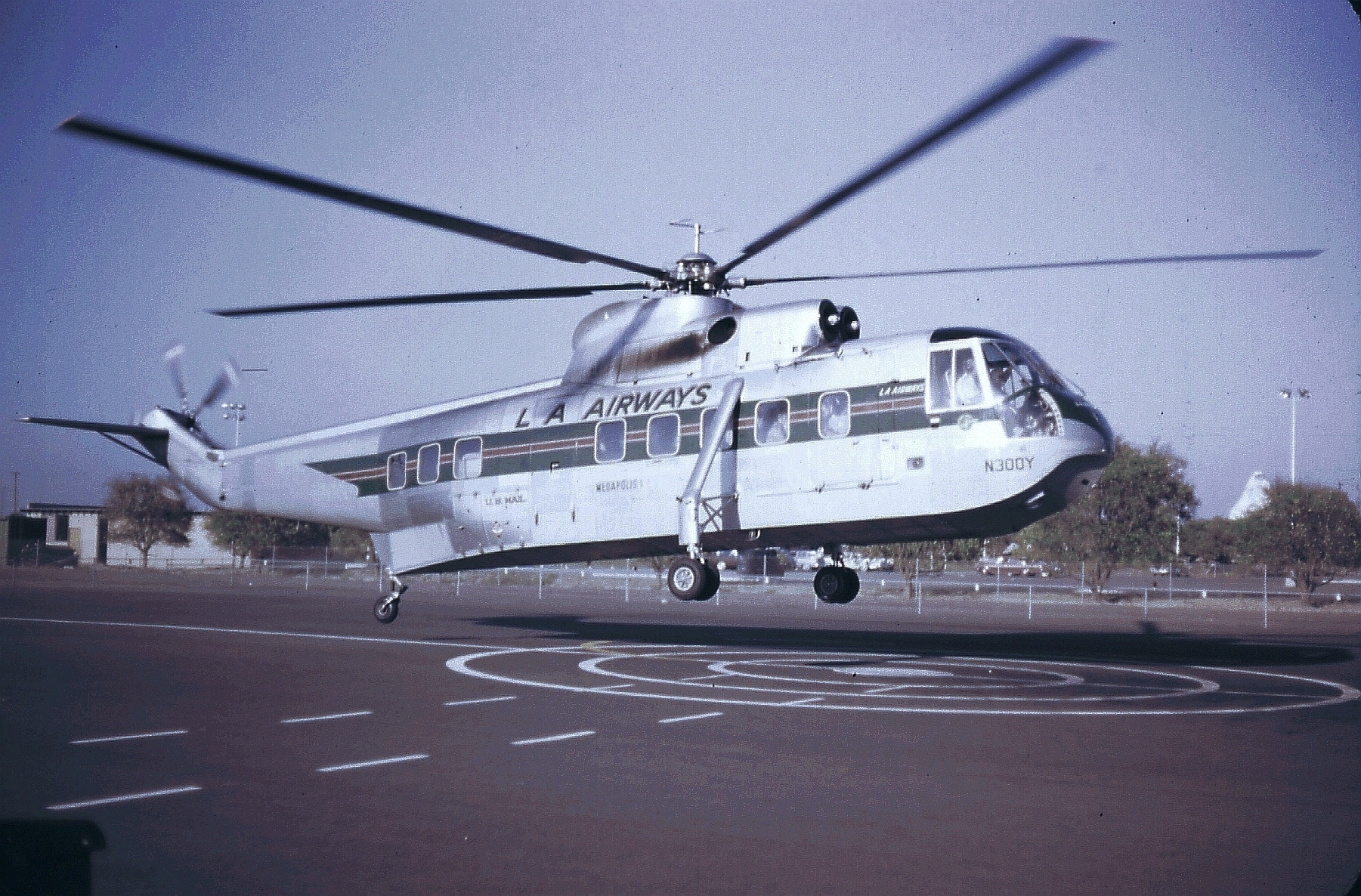
Вертоліт лос-анджелеських авіаліній S-61L, що злітає з діснейлендівського майданчика, серпень 1963 року.
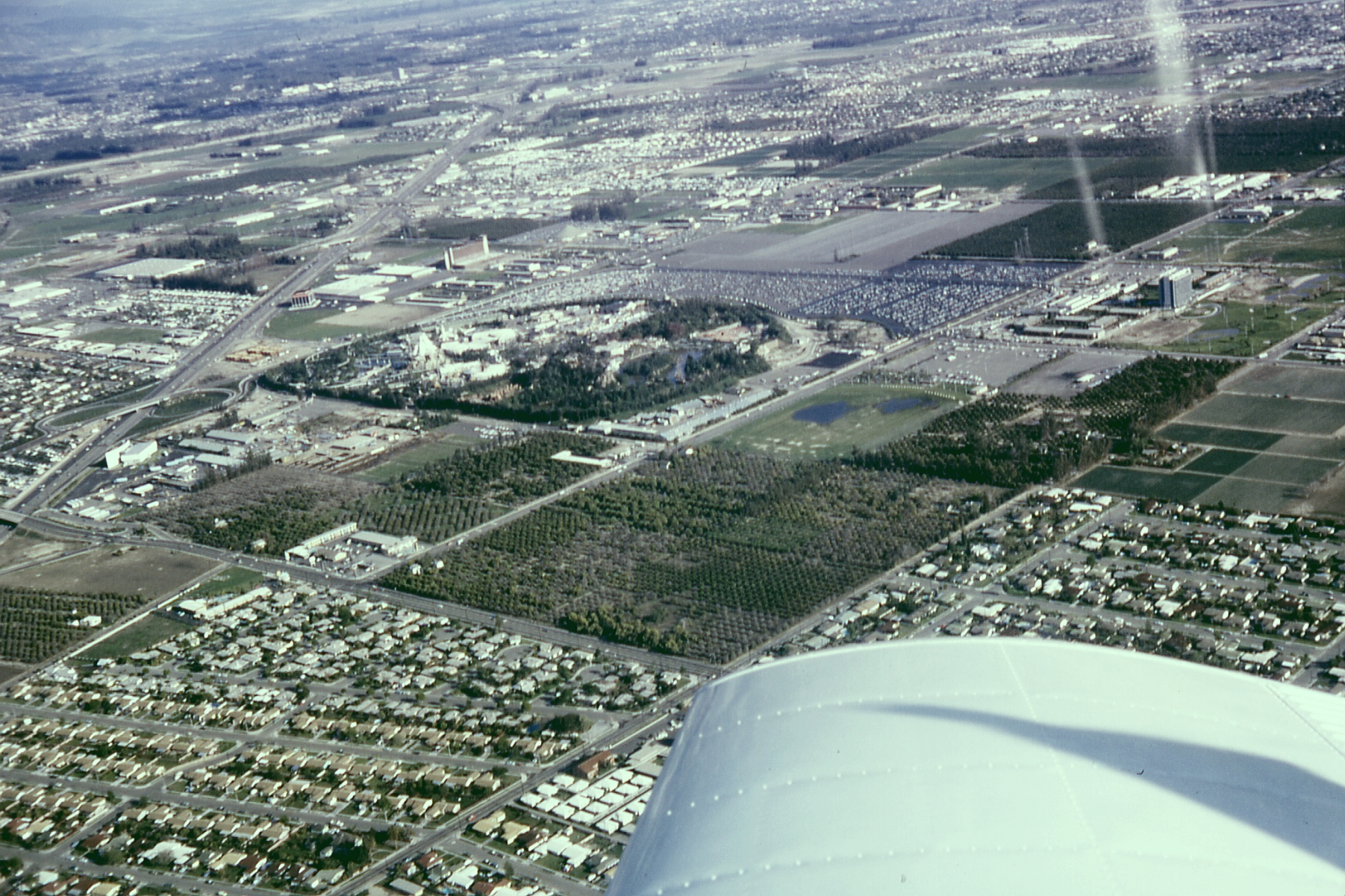
Аерофотозйомка Діснейленду і його околиць, в тому числі Disneyland Hotel з його станцією монорельсової дороги, Діснейленд Heliport, апельсинові гаї, травень 1965.
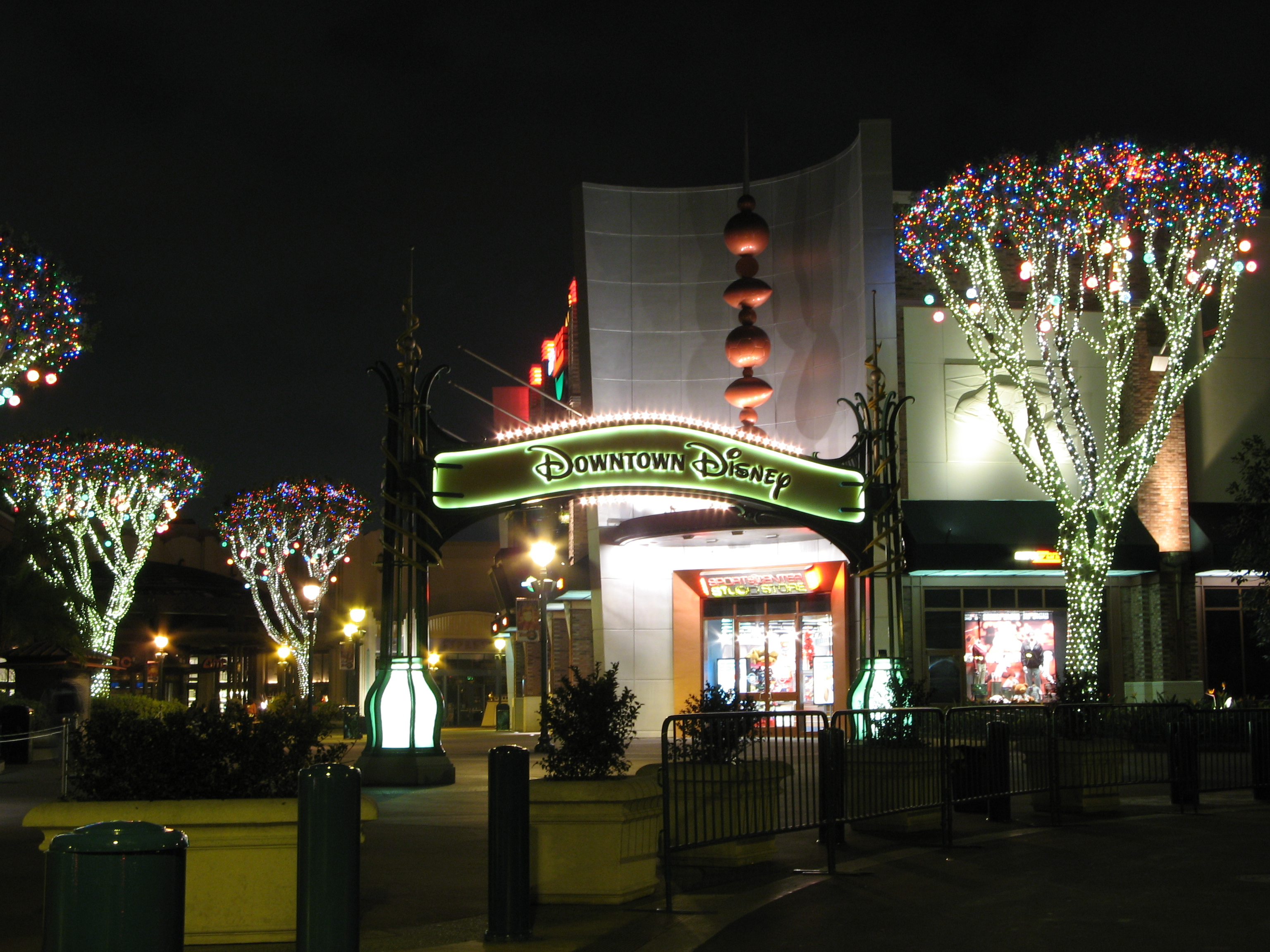
Downtown Disney.
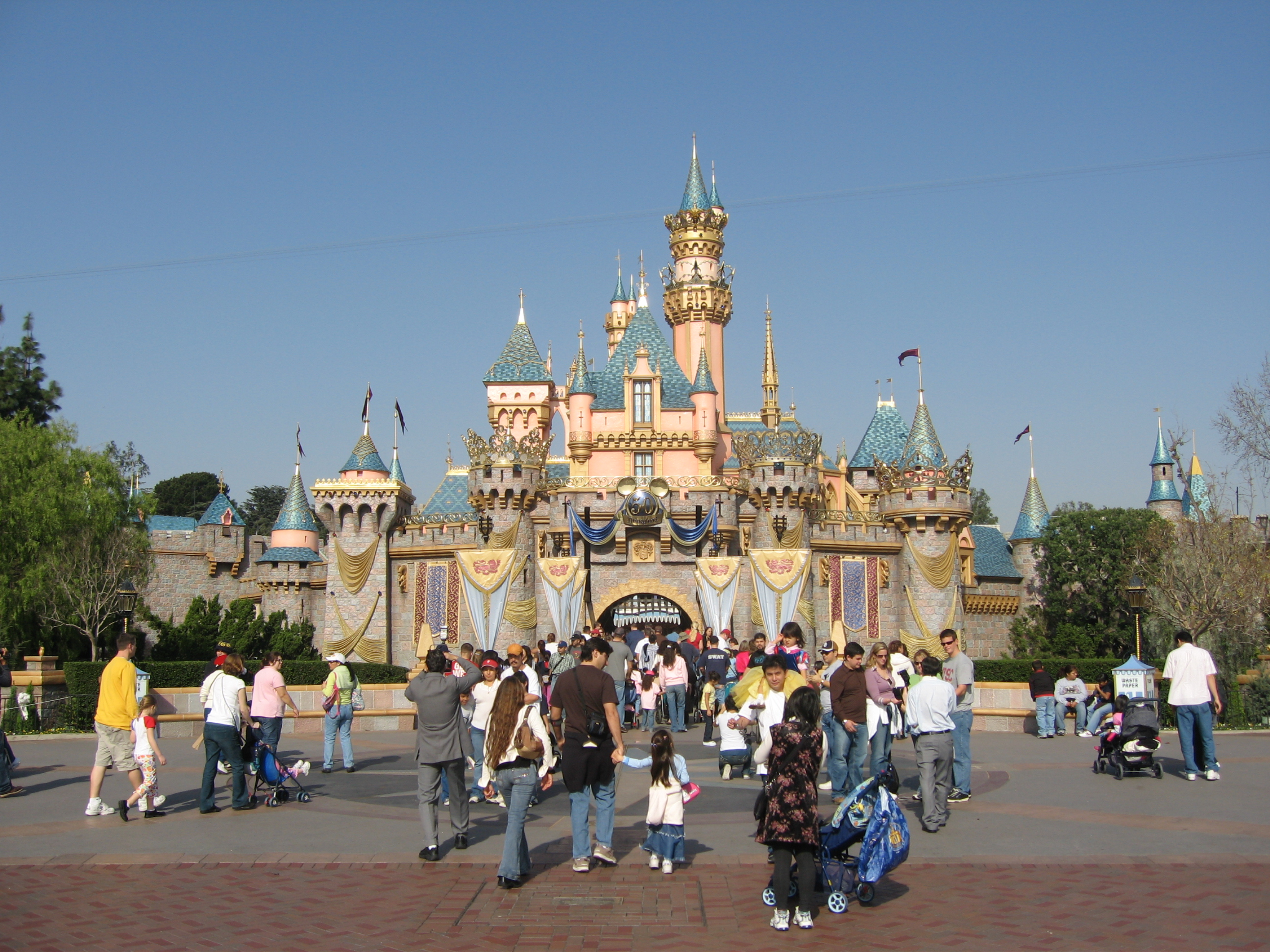
Замок Сплячої Красуні. При вході напис «Щасливого повернення на Землю».
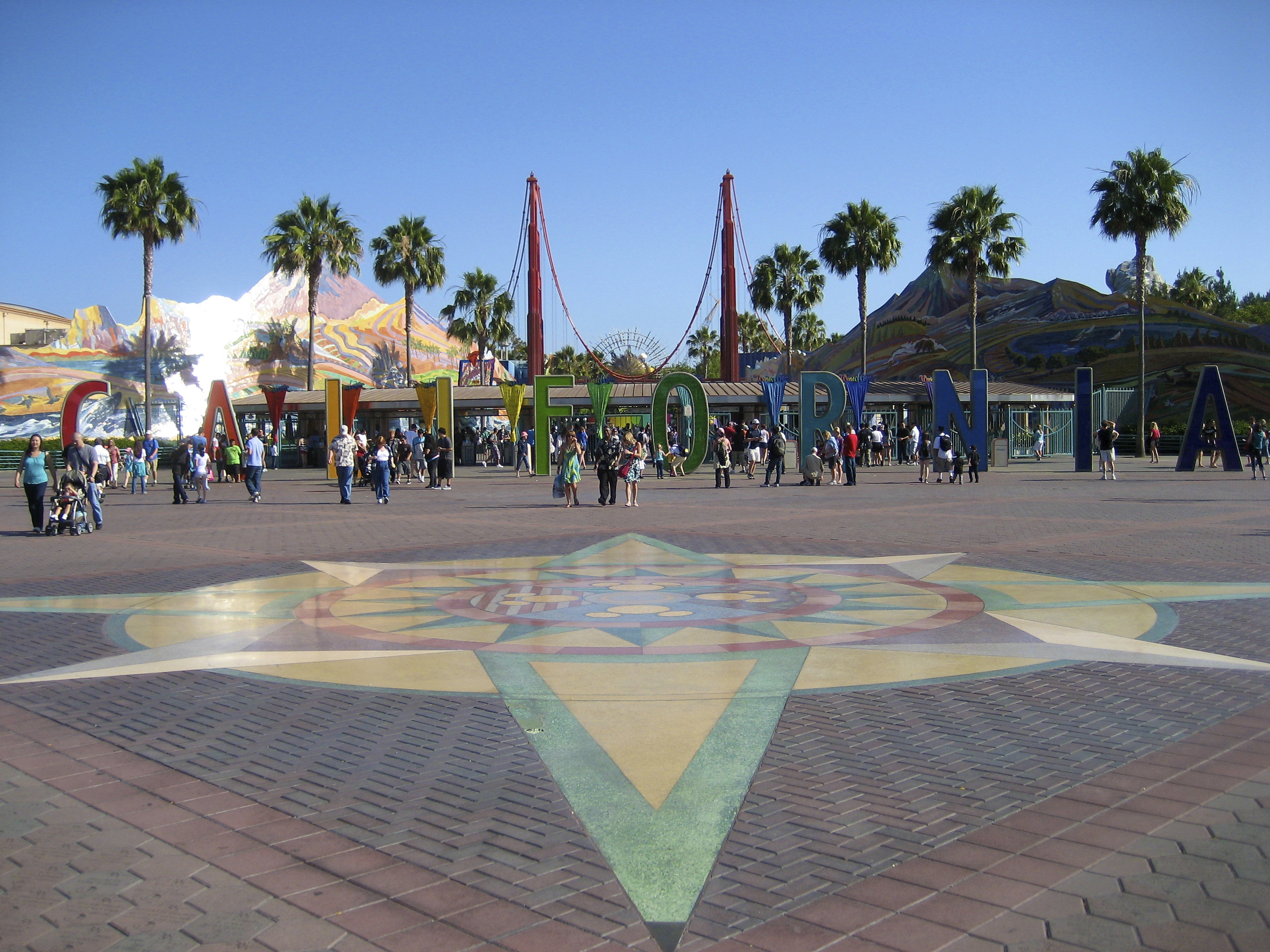
Вхід в парк на 4 липня 2010 року, він реконструйований у 2012 році.